# Begraafplaats van La Gorgue
De Begraafplaats van La Gorgue is een gemeentelijke begraafplaats in de gemeente La Gorgue in het Franse Noorderdepartement. De begraafplaats ligt aan de Rue de Verdun op 350 m ten zuidoosten van het dorpscentrum.

## Franse oorlogsgraven
Direct aan de ingang ligt een perk met 20 Franse militaire en burgerslachtoffers uit de beide wereldoorlogen. 

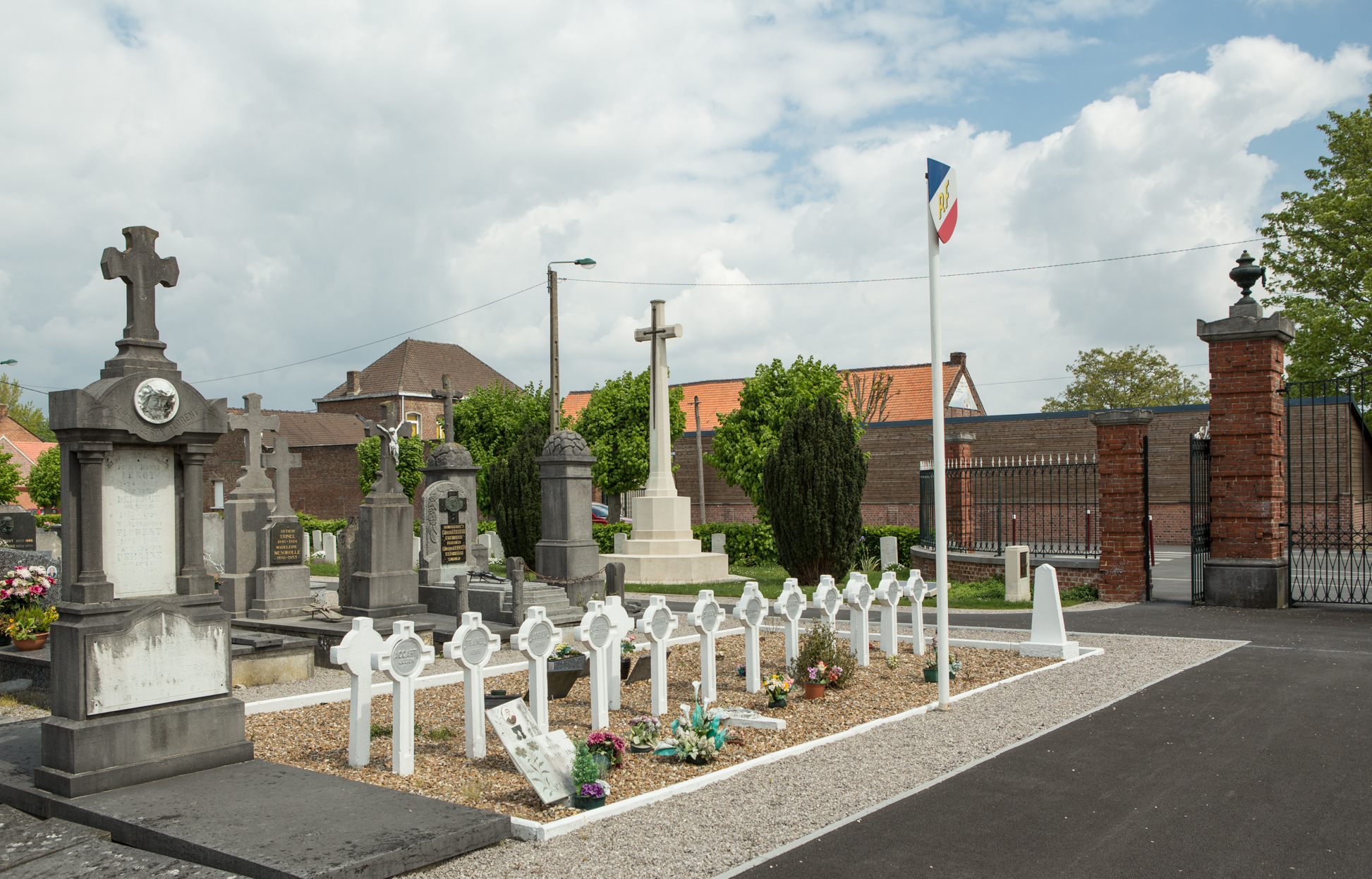
Franse graven

## Britse oorlogsgraven
Links en rechts van de toegang bevindt zich een Brits militaire perk met gesneuvelden uit de beide wereldoorlogen. Vooraan tussen de burgerlijke graven ligt een derde perk met gesneuvelden. Deze perken werden ontworpen door Noel Rew. Het Cross of Sacrifice staat in het rechtse deel. De graven worden onderhouden door de Commonwealth War Graves Commission en zijn er geregistreerd onder La Gorgue Communal Cemetery.
La Gorgue lag het grootste deel van de oorlog in geallieerd gebied en er was een veldhospitaal gevestigd. De gewonden die overleden werden op de gemeentelijke begraafplaats bijzet. De begraafplaats werd van oktober 1914 tot december 1917 en ook in september en oktober 1918 gebruikt. Vanaf het voorjaar van 1918 tot half september dat jaar viel La Gorgue bij het Duits lenteoffensief in hun handen. 
Er worden 154 doden herdacht. Hiervan zijn er 144 Britten (waaronder 1 niet geïdentificeerde) die sneuvelden in de Eerste Wereldoorlog. Drie graven zijn van gesneuvelde Duitsers.
Er liggen ook 7 (waaronder eveneens 1 niet geïdentificeerde) gesneuvelden uit de Tweede Wereldoorlog. Zij kwamen om in mei 1940 tijdens de gevechten tegen het oprukkende Duitse leger.

### Onderscheidingen
- de sergeanten R. Keitley en Charles John Browne werden onderscheiden met de Distinguished Conduct Medal (DCM).